# Garelli Panther
Die Garelli Panther 125, Panther 150 und Panther 250 waren Großroller des italienischen Herstellers Garelli, die in den Jahren 2001 bis 2002 produziert wurden. Diese Modelle wurden 2000 auf der Motorradmesse EICMA in Mailand vorgestellt und markierten Garellis Einstieg in das Segment der leistungsstärkeren Motorroller. Alle Varianten verfügten über ein stufenloses Getriebe und waren für den Einsatz im städtischen Raum entworfen.

## Technische Daten
| Merkmal         | Panther 125                       | Panther 150                       | Panther 250                       |
| --------------- | --------------------------------- | --------------------------------- | --------------------------------- |
| Produktionsjahr | 2001–2002                         | 2001–2002                         | 2001–2002                         |
| Motortyp        | Einzylinder-Viertakt, luftgekühlt | Einzylinder-Viertakt, luftgekühlt | Einzylinder-Viertakt, luftgekühlt |
| Hubraum         | 125 cm³                           | 150 cm³                           | 250 cm³                           |
| Leistung        | –                                 | –                                 | 11,46 PS bei 6000/min             |
| Getriebe        | stufenloses Getriebe              | stufenloses Getriebe              | stufenloses Getriebe              |
| Bremse vorne    | Scheibenbremse                    | Scheibenbremse                    | Scheibenbremse Ø 220 mm           |
| Bremse hinten   | Trommelbremse                     | Scheibenbremse                    | Scheibenbremse Ø 130 mm           |
| Radgröße        | 13 Zoll                           | 13 Zoll                           | 13 Zoll                           |
| Sitzhöhe        | 750 mm                            | –                                 | –                                 |
| Leergewicht     | 105 kg                            | 115 kg                            | 145 kg                            |
| Tankinhalt      | 7 Liter                           | 7 Liter                           | 7 Liter                           |